# Leptomiza prochlora
Leptomiza prochlora là một loài bướm đêm trong họ Geometridae.